# 渡辺健一トリックアート美術館
渡辺健一トリックアート美術館（わたなべけんいちトリックアートびじゅつかん）は、愛知県名古屋市昭和区にある私立美術館。

## 概要
洋画家でトリックアート作家の渡辺健一が製作したトリックアートを展示する個人美術館である。2004年から犬山市で運営していたトリック繪画邸を2008年12月に閉館し、翌2009年10月に開館した。
館内には約30点のトリックアートが展示されており、企画展なども開催される。

## 利用案内
- 開館時間 - 10:00 - 16:00（入館は15:30まで）[3]
- 休館日 - 毎週月・火曜日（祝日の場合は開館）、年末年始[3]
- 入館料 - 大人（高校生以上） 600円、小人（小・中学生） 300円[3]

## 交通アクセス
- 名古屋市営地下鉄鶴舞線「いりなか駅」下車徒歩約5分[3]